# 초현실주의 영화
초현실주의 영화(超現實主義映畵)는 1920년대 파리가 기원인 영화 이론, 비평, 생산으로의 현대적 접근이다.
프랑스에 들어간 다다이즘은 기욤 아폴리네르 등의 신문학 운동 뒤, 1924년 앙드레 브르통의 '쉬르레알리슴 선언'의 발표에 의하여 조직적인 초현실주의 문학운동이 되었다. 이것은 정신의 자동성에 따라 이지(理知)를 배제하고, 일상적인 현실을 뒤엎고 인간의 숨겨진 의식을 탐구하려 하는 예술운동으로서, 그 영향은 바로 영화에도 나타났다. 같은 해에 초현실주의 화가 프란시스 피카비아가 쓴 각본을 르네 클레르가 연출한 <막간>(幕間)이 발표되고, 그 뒤 30년대 초까지 시인이나 화가에 의해 많은 영화가 만들어졌다. 화가·사진가인 만 레이는 시인 로베르 데스노스의 이야기를 연출하여 <인산인해>(人山人海)를 만들었다. 시인·극작가인 앙트낭 알토의 각본, 제르메느 뒬라크 연출의 <조개껍데기와 수도사>는 영상(映像)으로 정신의 심층을 추구하려 한 시도가 높이 평가되었다. 에스파냐 사람 루이스 부뉴엘이 같은 나라 사람인 화가 살바도르 달리와 합작한 각본을 자신이 연출한 <안달루시아의 개>는 이 파의 대표적인 작품으로 간주되고 있다. 착란과 신비와 꿈이 구상적인 영상에 의하여 비현실적인 정경으로 나타나, 감각에 세차게 호소한다. 같은 두 사람의 <황금시대>는 바닷가의 바위 위에 모인 인간의 무리와 한 사람의 사나이에 의하여 종교, 사회, 그리고 사랑의 추구를 나타내고 있다. 초현실주의 영화는 30년대에 들어와서 급격히 소멸한다. 그러나 전위영화나 그 밖의 유파(流派)와 마찬가지로, 그것은 현재의 영화에 가끔 새로운 모습으로 등장하고 있다.

## 같이 보기
- 초현실주의